# バロツェランド王国
バロツェランド王国（英語: Barotseland）とは1964年に北ローデシア西部に存在した国。この国は、ナミビア、アンゴラ、ボツワナ、ジンバブエにまたがる王国で、ザンビアの半分（東部州および北部州）と、コンゴ民主共和国のカタンガ州全体を含む。
北ローデシア西部に暮らしていたバロツェ族は北ローデシア時代にイギリスから一定の自治権を獲得したため、北ローデシアへの分離独立をはかったが、北ローデシア政府によって廃止されバロツェランド王国は消滅した。